# Ulvsjön, Blekinge
Ulvsjön är en sjö i Olofströms kommun i Blekinge och ingår i Skräbeåns huvudavrinningsområde.